# AJ Styles
Allen Neal Jones (* 2. Juni 1977 in Camp Lejeune, North Carolina), besser bekannt als AJ Styles, ist ein US-amerikanischer Wrestler. Von Mai 2002 bis Dezember 2013 war er bei der nordamerikanischen Wrestlingpromotion Total Nonstop Action Wrestling unter Vertrag, und anschließend bei New Japan Pro-Wrestling. Am 24. Januar 2016 gab er sein Debüt bei WWE im Royal-Rumble-Match. Seine größten Erfolge sind der zweifache Erhalt der WWE Championship, der dreifache Erhalt der WWE United States Championship, der Erhalt der NWA World Heavyweight Championship, der Erhalt der IWGP Heavyweight Championship sowie die Vervollständigung des Grand Slam und der Triple Crown der WWE. Er ist neben Kurt Angle der einzige Wrestler, der zusätzlich auch die Triple Crown von Impact Wrestling erringen konnte. Darüber hinaus ist er der einzige Wrestler, der neben dem WWE Grand Slam auch den Grand Slam von Impact Wrestling errang.

## Biografie

### Frühe Jahre
Jones wuchs in Armut mit einem alkoholkranken Vater auf. Die Armut der Familie war so groß, dass sie sich kein Kabelfernsehen leisten konnten, was dazu führte, dass Jones nicht in der Lage war Wrestling zu sehen. Er besuchte die Johnson High School in Gainesville in Georgia und schloss sie 1996 ab. Jones besuchte das Anderson College in Anderson, South Carolina mit einem Teilstipendium für Ringen. Er verließ das College jedoch, um seiner Leidenschaft Wrestling nachzugehen. Er trat einer Wrestling-Schule bei, um herauszufinden, ob er eine natürliche Begabung dafür hatte. Um sein Einkommen aufzubessern, mähte er Rasen und fuhr einen Krankenwagen.

### Anfänge im Wrestling

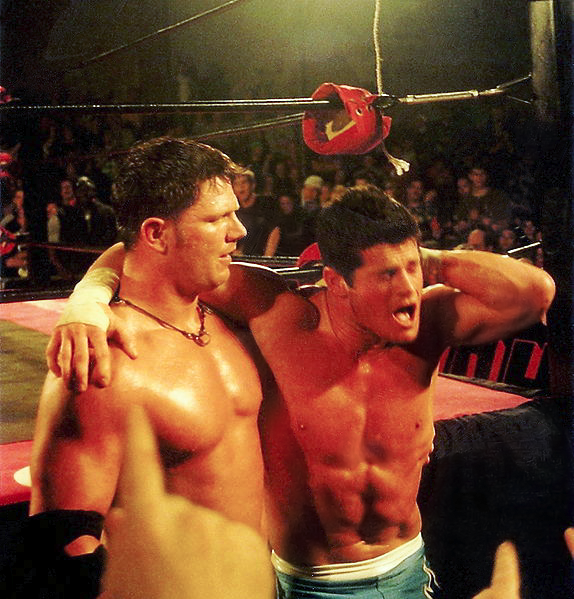
Styles mit Matt Sydal bei einem ROH Event, 2006

Er wurde von Rick Michaels trainiert und debütierte am 15. Februar 1999 unter dem Ringnamen Mr. Olympia in der Liga National Championship Wrestling. Dort gewann er den Television und den Lightweight Titel. Er wechselte dann in die NWA Wildside und bekam den Ringnamen „A. J. Styles“. Zwischen Januar 2000 und Januar 2001 gewann Jones den Television Champion Titel noch zweimal. Anfang 2001 trat Jones dann für World Championship Wrestling an, wurde aber nach der Übernahme durch die Promotion World Wrestling Entertainment aufgrund seines Vertrages mit AOL Time Warner nicht übernommen. Er kehrte daraufhin zu NWA Wildside zurück. Am 22. Dezember 2001 besiegte Jones seinen Trainer und Mentor Rick Michaels und wurde NWA Wildside Heavyweight Champion. Am 23. März 2002, bei NWA Hardcore Hell, verlor er den Titel an David Young.
Jones gab sein Ring of Honor Wrestling-Debüt am 27. April 2002 bei der Night of Appreciation Show. Am 14. Februar 2004 wurde er der erste ROH Pure Champion.

### Total Nonstop Action Wrestling (2002–2013)

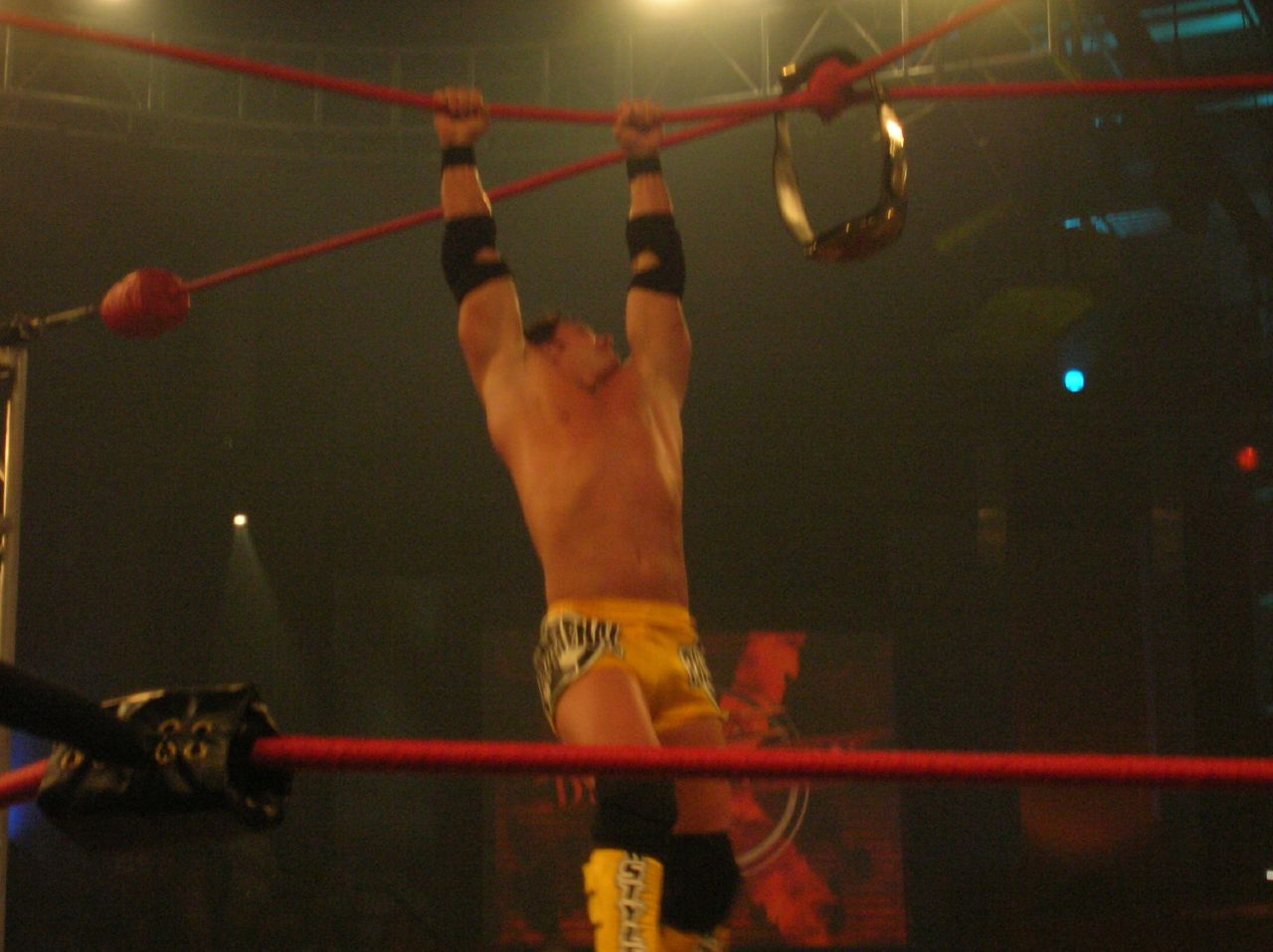
Styles während eines Ultimate-X-Match, 2006

Nach weiteren Auftritten bei unabhängigen Promotionen, unterzeichnete Jones im Mai 2002 einen Vertrag mit Total Nonstop Action Wrestling. Am 26. Juni 2002 wurde Jones der erste TNA X-Division Champion. Zusammen mit Jerry Lynn gewann er später den NWA World Tag Team Champion Titel. Am 28. August 2002 verlor Jones den X-Division Champion Titel an Jerry Lynn, mit dem er in der Folge ein Fehdenprogramm bestritt.
Am 23. Oktober 2002 gewann er den X-Division Championtitel von Syxx-Pac. Am 6. November 2002 verlor er den Titel ein zweites Mal an Lynn.
Am 11. Juni 2003 gewann er den NWA World Heavyweight Championtitel gegen Jeff Jarrett und Raven. Am 22. Oktober 2003 verlor Jones den Titel wieder an Jeff Jarrett, mit dem er anschließend ein Fehdenprogramm um den Titel führte.
Am 4. Februar 2004 gewann er mit Abyss den NWA World Tag Team Champion Titel, den er nach der Trennung des Teams abgeben musste. Im April gewann er erneut den NWA World Heavyweight Championtitel von Jarrett, verlor ihn jedoch am 19. Mai 2004 an Ron Killings. Am 9. Juni 2004 gewann er den X-Division Championship in einem Match gegen Frankie Kazarian. Am 28. Juli 2004 verlor Jones den Titel an Shane und Kazarian.
Bis zum Ende des Jahres 2004 fehdete er mit der Gruppierung „Kings of Wrestling“, wobei er mit Randy Savage ein Tag Team bildete. Jones gewann am 16. Januar 2005 erneut den X-Division Championtitel. Während eines Fehdenprogramms mit Christopher Daniels verlor Jones am 13. März 2005 des Jahres den Titel an ihn.
Am 15. Mai 2005 gewann Jones bei der Großveranstaltung TNA Hard Justice zum dritten Mal den NWA World Heavyweight Championtitel von Jeff Jarrett, bevor er ihn am 19. Juni bei Slammiversary an Raven verlor.
Am 11. September 2005 gewann er bei der Veranstaltung TNA Unbreakable zum fünften Mal den TNA X-Division Championtitel gegen Samoa Joe und Daniels. Bei TNA Turning Point 2005 musste Jones den Titel schließlich an Samoa Joe abgeben.
Ab April 2005 bildete er ein Team mit Daniels und sie gewannen am 18. Juni 2006 die NWA World Tag Team Champion-Titel. Den Tag Team-Titel mussten sie am 24. August 2006 an das Tag Team Latin American Exchange (LAX) abtreten. Das Rückmatch gewannen Jones und Daniels am 24. September 2006 bei der Veranstaltung TNA No Surrender. Am 22. Oktober 2006 verloren sie ihre Titel bei Bound for Glory wiederum an LAX.
Anschließend gewann er den X-Division Titel kurzzeitig ein sechstes Mal.

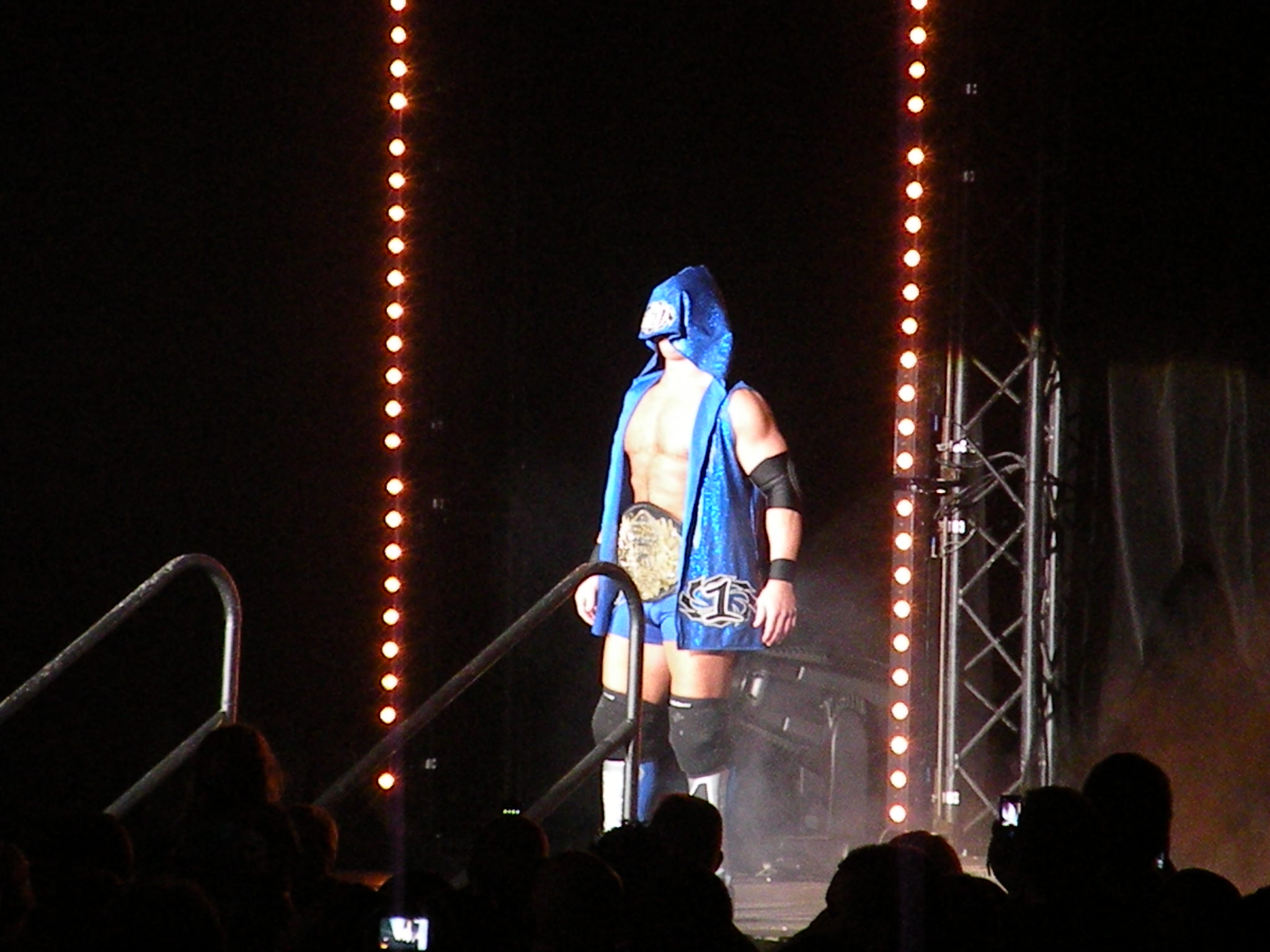
Styles als TNA World Heavyweight Champion, 2010

Im April 2007 machte man Jones zum Mitglied der Gruppierung Team Cage. Zusammen mit Travis Tomko gewann er im Oktober die TNA World Tag Team Championship, welche sie im April 2008 an Super Eric und Kaz verloren.
Bei der TNA-Großveranstaltung No Surrender 2009 gewann Jones zum ersten Mal die TNA World Heavyweight Championship, indem er den amtierenden Champion Kurt Angle, Matt Morgan, Sting und Hernandez besiegte. Am 19. April 2010 verlor Jones den Titel an Rob Van Dam.
Kurz darauf wurde er Mitglied der neuen Gruppierung Fortune, die sich im Oktober 2011 auflöste. Dabei gewann er am 13. Juli 2010 bei TNA iMPACT! von Rob Terry zum zweiten Mal die TNA Global Championship, die er bereits als TNA Legends Championship hielt. In den folgenden iMPACT!-Ausgabe wurde der Titel in TNA Television Championship umbenannt. Bei Final Resolution am 5. Dezember 2010 verlor er den Titel an Douglas Williams.
Bei Slammiversary X am 10. Juni 2012 gewann Jones mit Kurt Angle von Christopher Daniels und Kazarian die TNA World Tag Team Championship, verlor ihn jedoch wieder bei Impact Wrestling am 28. Juni 2012 an selbige. Nach Fehden gegen James Storm und Kurt Angle nahm Jones an der Bound for Glory Series teil, die er für sich entscheiden konnte. Das darauffolgende Match gegen Bully Ray bei Bound for Glory am 20. Oktober 2013 entschied er für sich und gewann damit zum zweiten Mal die TNA World Heavyweight Championship. Kurz darauf verließ Jones TNA mit dem Titel und verteidigte ihn bei anderen Promotions, obwohl er offiziell vakantiert wurde. Bei den Impact Wrestling-Aufzeichnungen am 5. Dezember 2013 kehrte er kurzfristig zurück und verlor ein Titelvereinigungsmatch gegen den inzwischen neuen Champion Magnus. Daraufhin lief der Vertrag offiziell aus und Jones verließ TNA.

### Ring of Honor und New Japan Pro Wrestling (2013–2016)

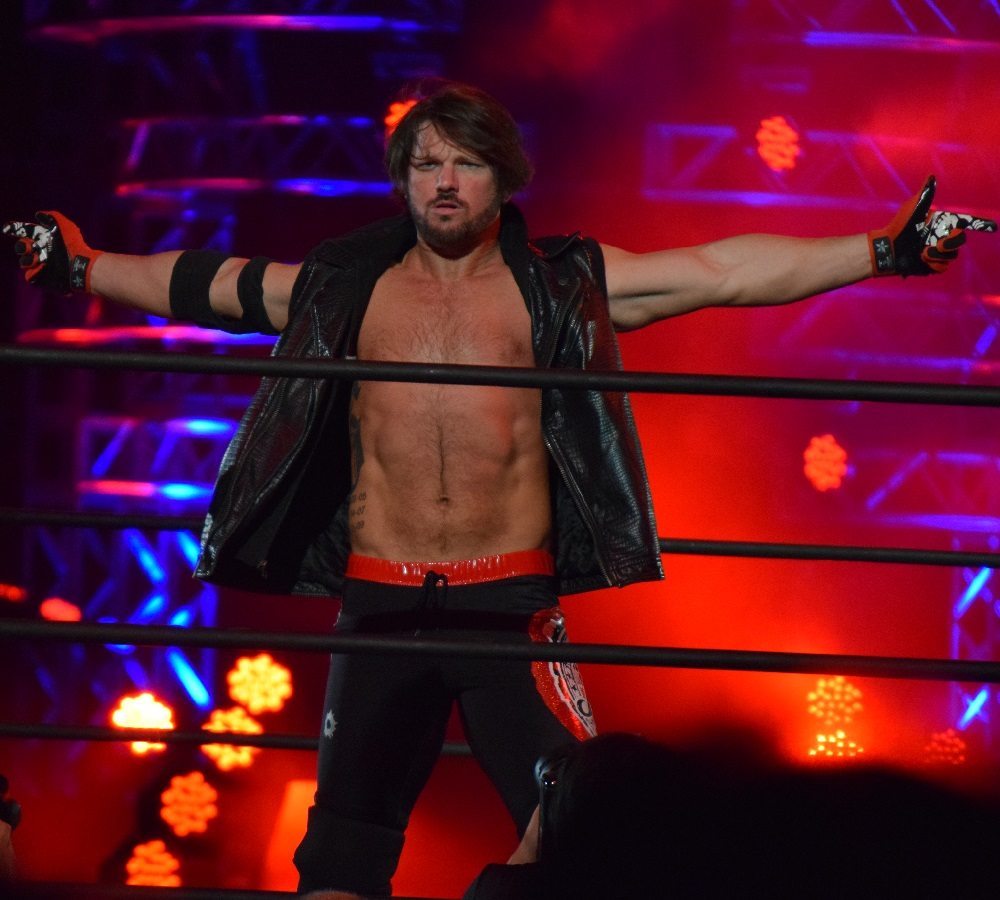
Styles bei Final Battle, 2015

Im Dezember 2013 kehrte Jones zu Ring of Honor zurück. Am 4. Januar 2014 besiegte er Roderick Strong. Bei der 12th Anniversary Show setzte sich Jones erfolgreich gegen den Ring of Honor World Champion Jay Lethal durch. Bei All Star Extravaganza VII gewann Jones ein Four-Way-Match gegen Roderick Strong, Adam Cole und Michael Elgin und sicherte sich so eine Chance auf den ROH World Championship gegen Jay Lethal. Am 18. Dezember 2014 bei Final Battle verlor er in einem Match um den ROH World Championship gegen Jay Lethal und konnte sich den Titel nicht holen. Nach dem Match verließ er Ring Of Honor.

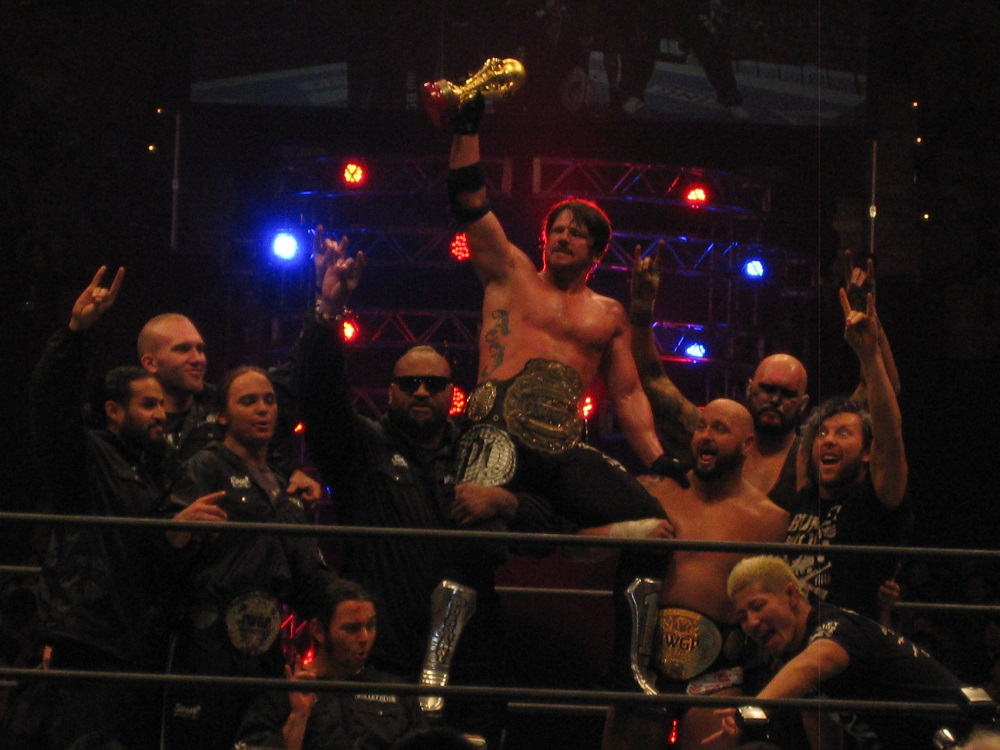
IWGP Heavyweight Champion Styles als Mitglied des Bullet Clubs, 2015

Jones unterzeichnete am 27. März 2014 einen Vertrag bei New Japan Pro-Wrestling. Bei seinem Debüt am 6. April griff er den IWGP Heavyweight Champion Kazuchika Okada an. Er wurde zum neuen Anführer des Bullet Clubs ernannt. Somit ist er der Nachfolger von Prince Devitt, der zu World Wrestling Entertainment gewechselt war. Am 3. Mai 2014 bei Wrestling Dontaku 2014 besiegte er durch die Hilfe von Yujiro Takahashi Kazuchika Okada und gewann somit den IWGP Heavyweight Championship. Yujiro Takahashi schloss sich somit dem Bullet Club an. Danach fehdete er gegen Okada um den IWGP Heavyweight Championship. Am 13. Oktober 2014 bei King of Pro-Wrestling 2014 verlor er seinen Titel an Hiroshi Tanahashi. Am 11. Februar 2015 bei The New Beginning 2015 besiegte er Hiroshi Tanahashi und konnte sich somit zum zweiten Mal den IWGP Heavyweight Championship sichern. Am 5. Juli 2015 bei NJPW Dominion 7.5 verlor er seinen Titel an Kazuchika Okada. Sein Rückmatch verlor er ebenfalls.
Bei G1 Climax 2015 verlor er im Finale eines Turnieres, um einen neuen Herausforderer um den IWGP Heavyweight Championship zu ermitteln, gegen Hiroshi Tanahashi. Im November 2015 forderte Jones den IWGP Intercontinental Champion Shinsuke Nakamura zu einem Titelmatch heraus. Er verletzte sich und musste pausieren. Er kehrte am 4. Januar 2016 zurück und bei Wrestle Kingdom bestritt er erfolglos ein Titelmatch um den IWGP Intercontinental Championship gegen Shinsuke Nakamura. Seinen letzten Auftritt für NJPW hatte er am 5. Januar 2016, als die restlichen Mitglieder des Bullet Clubs ihren Anführer attackierten und aus dem Stable verwiesen haben. Kenny Omega wurde der neue Anführer des Bullet Clubs und war somit der Nachfolger von Jones.

### World Wrestling Entertainment (seit 2016)

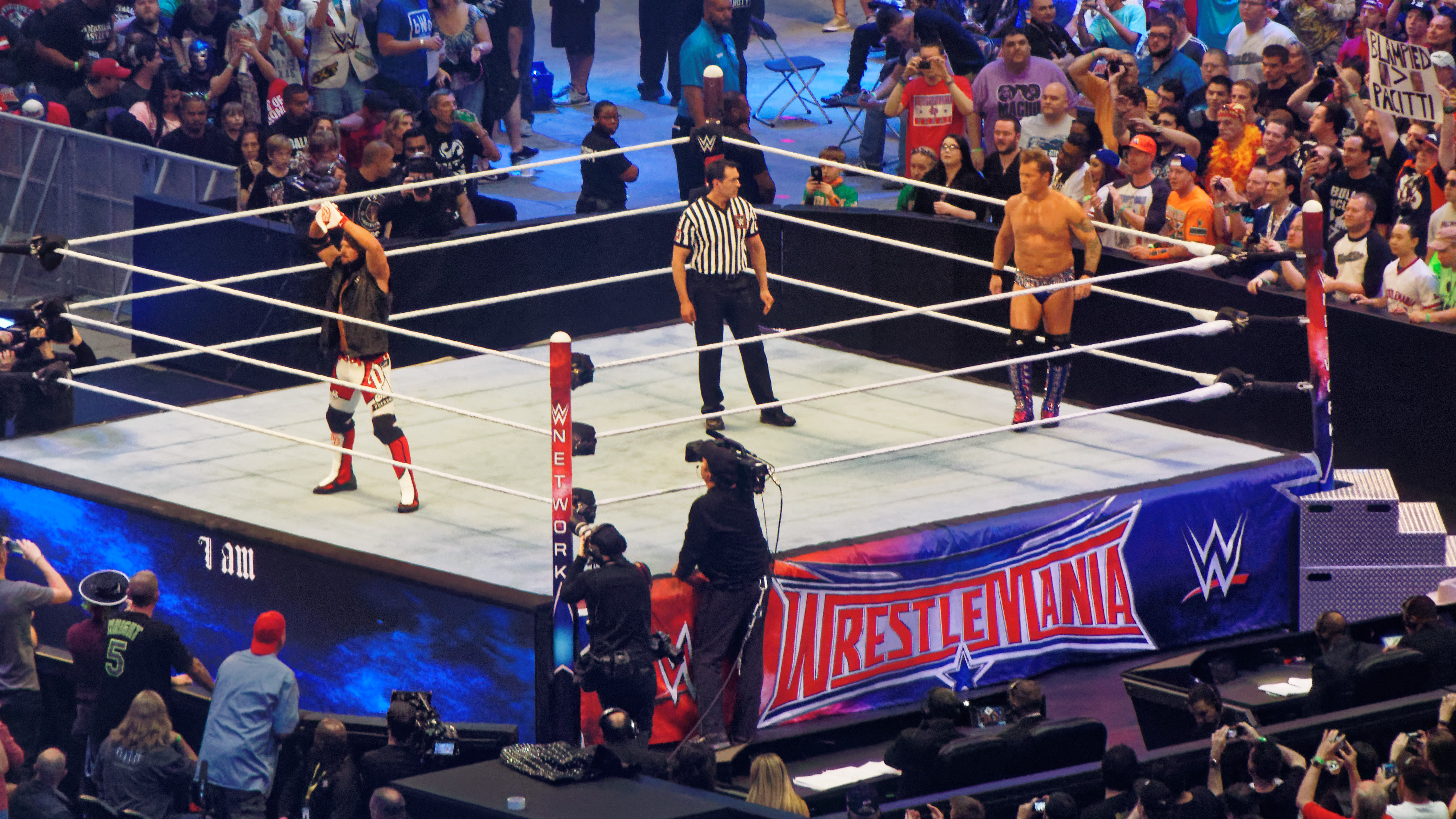
Styles bei WrestleMania 32, 2016

Am Abend des 24. Januar 2016, nahm Jones überraschend an der Großveranstaltung Royal Rumble, der Wrestling-Liga WWE teil. Dort betrat er als dritter den Ring, wurde jedoch im Verlaufe des Abends durch Kevin Owens eliminiert. Bei der darauffolgenden RAW-Show am 25. Januar 2016 durfte er dann in einem Singles-Match Chris Jericho besiegen und fehdete danach gegen ihn. Bei der darauffolgenden Smackdown-Ausgabe verlor er gegen Jericho. Anschließend besiegte er Jericho am 21. Februar bei dem PPV „Fastlane“, wodurch die Fehde endete. Bei der darauffolgenden Raw-Ausgabe schlossen er und Chris Jericho sich zusammen und bilden seitdem das Tag-Team „Y2AJ“. Am 7. März 2016 bestritten „Y2AJ“ ein Titelmatch um den WWE Tag Team Championship gegen „The New Day“ (Kofi Kingston, Xavier Woods, Big E), welches sie verloren. Nach dem Match wendete sich Jericho wieder von Jones ab und attackierte ihn. Die Fehde ging bis Wrestlemania 32, in welcher Jones und Jericho ein Match bestritten, indem Jericho gewann.
Bei der „RAW After WrestleMania“ am 4. April 2016 gewann Jones ein Number One Contender Match für die WWE World Heavyweight Championship gegen Chris Jericho, Kevin Owens und Cesaro. Er bestritt bei Payback 2016 ein Titelmatch gegen Roman Reigns um den WWE World Heavyweight Championship, welches er verlor. Im Laufe der Rivalität zwischen Jones und Reigns debütierten auch seine ehemaligen Bullet Club-Kollegen von NJPW, Luke Gallows und Karl Anderson. Gemeinsam mit Gallows und Anderson bildete er das Stable The Club. Nachdem die Fehde mit Roman Reigns und den Usos beendet war, fehdeten sie gegen John Cena. Beim WWE Draft 2016, welcher bei der SmackDown-Ausgabe vom 19. Juli 2016 stattfand, wurde er nach SmackDown, während Karl Anderson und Luke Gallows zu Raw gedraftet wurden. Durch diesen Draft wurde das Stable getrennt, bzw. aufgelöst.

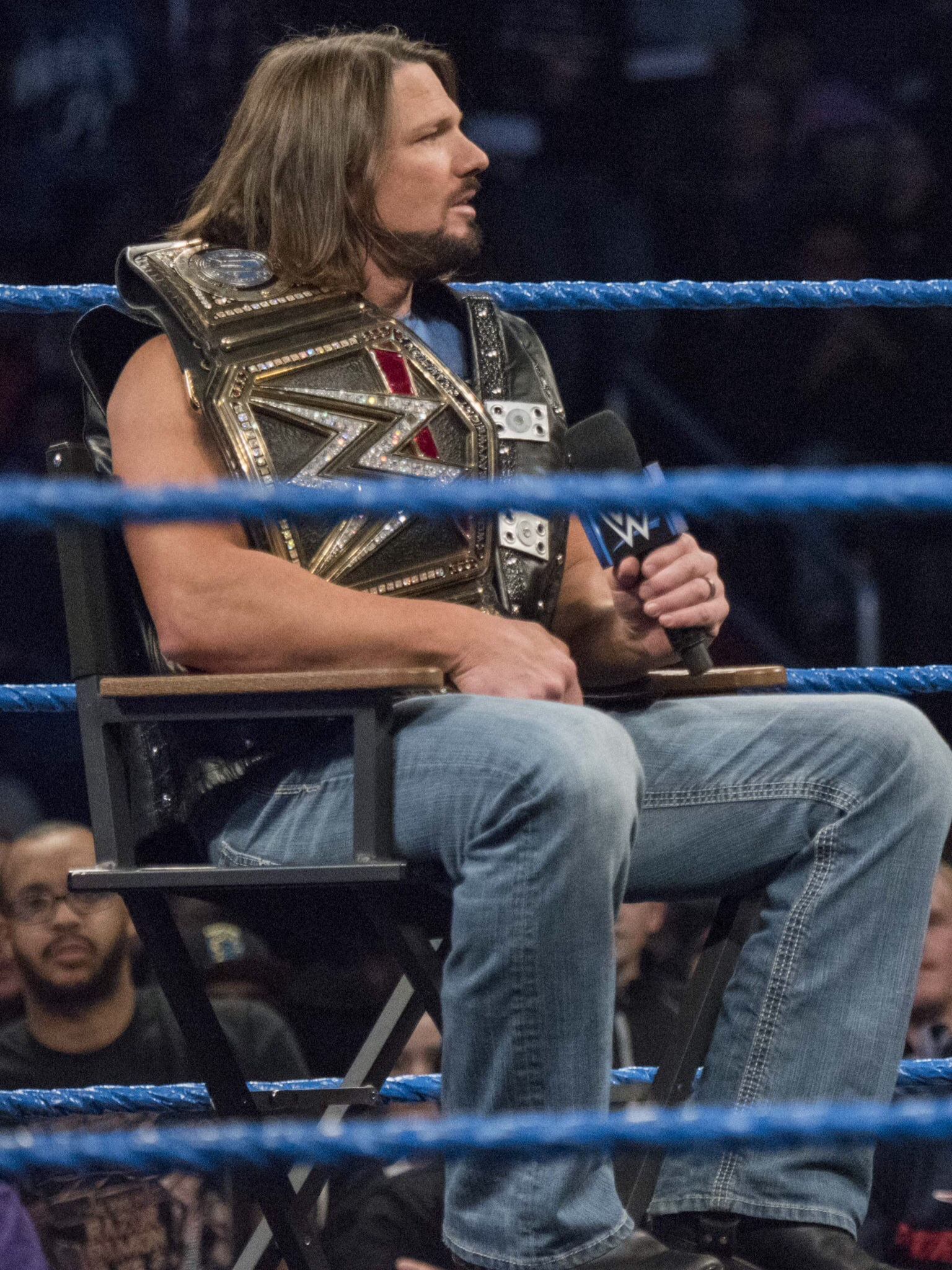
WWE Champion Styles bei SmackDown, 2016

Am 11. September 2016 bei WWE Backlash besiegte er Dean Ambrose und gewann somit zum ersten Mal die WWE World Championship. Er hielt den Titel 140 Tage und verlor ihn beim Royal Rumble 2017 an John Cena. Bei WrestleMania 33 besiegte Jones seinen Fehdengegner Shane McMahon. Am 8. Juli 2017 bei einem Live Event im Madison Square Garden besiegte er Kevin Owens und gewann zum ersten Mal die WWE United States Championship. Beim PPV „Battleground“ verlor er diesen wieder an Owens. Zwei Tage später bei der folgenden Smackdown Ausgabe kam es zu einem Triple-Threat Match um die WWE United States Championship zwischen Jones, Owens und dem zurückgekehrten Chris Jericho. Jones gewann dieses und wurde damit zweifacher US-Champion. Am 7. November 2017 bestritt er bei einer SmackDown LIVE Ausgabe ein Match um die WWE Championship und besiegte den bis dahin amtierenden WWE-Champion Jinder Mahal und wurde somit zweifacher WWE-Champion. Nach 371 Tagen Regentschaft verlor Jones den Titel am 13. November 2018 an Daniel Bryan. Im Rahmen des Superstar Shake-Ups 2019 wechselte Jones am 15. April 2019 von SmackDown zu Raw. Am 14. Juli 2019 bestritt er ein Match um den WWE United States Championship gegen Ricochet, dieses gewann er und sicherte sich somit zum dritten Mal die United States Championship. Am 25. November bestritt er bei Raw ein Match gegen Rey Mysterio um seinen United States Championship, dieses Match verlor er und schließlich endete die Regentschaft nach 134 Tagen. Am 22. Mai 2020 draftete Styles wieder zurück zu SmackDown.
Am 12. Juni 2020 gewann Styles die WWE Intercontinental Championship in einem Turnierfinale gegen Daniel Bryan. Die Regentschaft hielt 70 Tage und verlor den Titel schlussendlich, am 21. August 2020 an Jeff Hardy. Am 9. Oktober 2020 wechselte er durch den Draft zu Raw. Im Oktober begann er mit Omos zusammenzuarbeiten, dieser fungiert seither als sein Leibwächter. Am 10. April 2021 gewann er bei WrestleMania 37 zusammen mit Omos die Raw Tag Team Championship. Hierfür besiegten sie „The New Day“ (Kofi Kingston und Xavier Woods). Die Regentschaft hielt 133 Tage und verloren die Titel, schlussendlich am 21. August 2021 bei SummerSlam 2021 an Randy Orton und Riddle. Am 3. April 2022 bestritt er bei WrestleMania 38 ein Match gegen Edge, dieses verlor er jedoch. Am 8. Mai 2022 verlor er bei WrestleMania Backlash (2022) erneut das Rematch. Am 5. Juni 2022 bestritt er zusammen mit Finn Bálor und Liv Morgan bei Hell In A Cell (2022) ein Six-Person-Mixed-Tag-Team-Match gegen Edge, Damian Priest und Rhea Ripley, das Match verloren sie. Am 27. Mai 2023 trat er bei Night of Champions (2023) gegen Seth Rollins um die World Heavyweight Championship an, dieses Match verlor er jedoch. Daraufhin turnte er nach einer Verletzungspause Heel, indem er LA Knight bei SmackDown angriff. Daraufhin trat er beim Royal Rumble 2024 gegen Roman Reigns, Randy Orton und LA Knight um die Undisputed Universal Championship an, das Match verlor er. Danach fehdete er gegen den neuen Undisputed Champion Cody Rhodes, die beiden Matches bei Backlash und bei Clash at the Castle um den Titel verlor er jedoch.
Styles kehrte am 4. Oktober zu SmackDown zurück, wo er von Carmelo Hayes konfrontiert wurde. Während eines Matches zwischen den beiden am selben Abend erlitt Styles eine Knöchelverletzung, woraufhin Hayes das Match durch einen Abbruch des Schiedsrichters gewann. Styles bestätigte später, dass er eine Verletzung erlitten hatte.
Beim Royal Rumble am 1. Februar 2025 trat Styles zum ersten Mal seit Oktober wieder auf. Er ging als Nummer 21 in das Titelmatch, wo er L.A. Knight eliminierte, bevor er von Logan Paul eliminiert wurde. Bei WrestleMania 41 verlor Styles gegen Paul, nachdem er sich geweigert hatte, den Schlagring zu benutzen, den er von Karrion Kross bekommen hatte.
Danach fehdete Styles mit Dominik Mysterio um den Intercontinental-Titel. Beim Summerslam 2025 verlor Styles jedoch gegen Mysterio.

### Privatleben
Allen Jones ist verheiratet mit der Lehrerin Wendy. Zusammen haben sie drei Söhne (Ajay Covell, Avery, Albey) und eine Tochter (Anney).
Jones ist privat gut befreundet mit dem Wrestler Daniel Covell.

## Titel und Auszeichnungen

### Titel
- All Access Wrestling
  - 1× AAW Heavyweight Champion

- Ballpark Brawl
  - 1× Natural Heavyweight Champion

- Christian Wrestling Federation
  - 1× CWF Heavyweight Champion

- Family Wrestling Entertainment
  - 1× FWE Heavyweight Champion

- Independent Professional Wrestling (Florida)
  - 4× IPW Heavyweight Champion

- Independent Wrestling Association Mid-South
  - 1× IWA Mid-South Heavyweight Champion

- International Wrestling Cartel
  - 4× IWC Super Indies Champion

- Independent Wrestling Revolution
  - 1× IWR King of The Indies Champion

- Maximum Pro Wrestling
  - 1× Max-Pro Cruiserweight Champion

- Midwest Pro Wrestling
  - 1× MPW Universal Heavyweight Champion

- New Japan Pro-Wrestling
  - 2× IWGP Heavyweight Champion

- New Korea Pro Wrestling Association
  - 1× NKPWA Junior Heavyweight Champion

- NWA Wildside
  - 1× NWA Wildside Heavyweight Champion
  - 3× NWA Wildside Television Champion

- Pennsylvania Premiere Wrestling 
  - 1× PPW Tag Team Champion mit Tommy Suede

- Pro Wrestling Guerrilla
  - 1× PWG World Champion

- Revolution Pro Wrestling
  - 1× RPW British Heavyweight Champion

- Ring of Honor
  - 1× ROH Pure Champion (erster Titelträger)
  - 1× ROH World Tag Team Champion mit Amazing Red

- Total Nonstop Action Wrestling
  - 3× NWA World Heavyweight Champion
  - 4× NWA World Tag Team Champion jeweils 1× mit Jerry Lynn, Abyss und 2× mit Christopher Daniels
  - 2× TNA Television Champion
  - 2× TNA World Heavyweight Champion
  - 2× TNA World Tag Team Champion jeweils 1× mit Tomko und Kurt Angle
  - 6× TNA X Division Champion (erster Titelträger)

- World Wrestling All-Stars
  - 1× WWA International Cruiserweight Champion

- World Wrestling Entertainment
  - 2× WWE Champion
  - 1× WWE Intercontinental Champion
  - 1× WWE Raw Tag Team Championship mit Omos
  - 3× WWE United States Champion

### Auszeichnungen
- Independent Wrestling Association Mid-South
  - 2004: Ted Petty Invitational Sieger

- International Wrestling Cartel
  - 2004: Super Indy Survivor Showdown Tournament Sieger

- Pro Wrestling Illustrated
  - 2010: Platz 1 der Top 500 Wrestler im PWI 500

- Total Nonstop Action Wrestling
  - 2003: Erster Triple Crown Champion
  - 2007: Gauntlet for the Gold (TNA World Tag Team Championship) Sieger mit Tomko
  - 2009: Erster Grand Slam Champion
  - 2013: Bound for Glory Series Sieger

- World Wrestling Entertainment
  - 2021: 22. Grand Slam Champion
  - 2021: 32. Triple Crown Champion